# Distrikt Diekirch
Der Distrikt Diekirch war von seiner Gründung 1843 bis zur Abschaffung am 3. Oktober 2015 ein Distrikt in Luxemburg, der den Ösling umfasste. Er bestand aus den Kantonen Redingen, Wiltz, Clerf, Vianden und Diekirch.
Der Distrikt grenzte im Norden und Westen an Belgien, im Osten an Rheinland-Pfalz und an den Distrikt Grevenmacher sowie im Süden an den Distrikt Luxemburg.
Die Hauptstadt des Distrikts war Diekirch, größte Ortschaft war Ettelbrück.
|  | 1. Kanton Clerf 2. Kanton Diekirch 3. Kanton Redingen 4. Kanton Vianden 5. Kanton Wiltz |